# 岩谷堂町
岩谷堂町（日语：／ Iwayadō machi */?）是日本昭和三十年（1955年）時廢除，原屬岩手縣江刺郡的町，現在是奥州市江刺區岩谷堂。

## 沿革
- 明治八年（1875年）10月17日：隨著水澤縣進行村落整合，增澤村、餅田村編入了片岡村。
- 明治廿二年（1889年）4月1日：在町村制的施行下，片岡村直接施行了町制，改制成岩谷堂町。
- 昭和三十年（1955年）2月10日：伊手村、稻瀨村、愛宕村、田原村、玉里村、廣瀨村、藤里村、梁川村、米里村合併成江刺町。

## 行政
- 歷代町長

| 代    | 姓名       | 就任                      | 退任                       | 備考 |
| ----- | ---------- | ------------------------- | -------------------------- | ---- |
| 1～2  | 豬狩八郎   | 明治22年（1889年）5月8日  | 明治30年（1897年）5月28日  |      |
| 3     | 柏木久藏   | 明治30年（1897年）5月29日 | 明治32年（1899年）8月10日  |      |
| 4～5  | 豬狩八郎   | 明治32年（1899年）9月5日  | 明治38年（1905年）8月4日   | 再任 |
| 6～8  | 柏木久藏   | 明治38年（1905年）9月13日 | 大正5年（1916年）1月10日   | 再任 |
| 9～11 | 小原直治   | 大正5年（1916年）2月9日   | 昭和3年（1928年）2月8日    |      |
| 12    | 横山茂七   | 昭和3年（1928年）2月9日   | 昭和6年（1931年）8月1日    |      |
| 13    | 萩田甚助   | 昭和6年（1931年）9月25日  | 昭和9年（1934年）5月8日    |      |
| 14    | 依田養七   | 昭和9年（1934年）5月14日  | 昭和13年（1938年）5月13日  |      |
| 15    | 萩田甚助   | 昭和13年（1938年）5月14日 | 昭和16年（1941年）2月28日  | 再任 |
| 16    | 及川林治   | 昭和16年（1941年）3月16日 | 昭和20年（1945年）3月15日  |      |
| 17    | 依田養七   | 昭和20年（1945年）5月23日 | 昭和21年（1946年）11月24日 | 再任 |
| 18    | 依田養三郎 | 昭和22年（1947年）4月6日  | 昭和26年（1951年）4月5日   |      |
| 19    | 幸野吉雄   | 昭和26年（1951年）4月24日 | 昭和29年（1954年）3月18日  |      |
| 20    | 依田養七   | 昭和29年（1954年）4月12日 | 昭和30年（1955年）2月9日   | 三任 |